# Lee Joo-bin
Lee Joo Bin (tiếng Hàn: 이주빈; sinh ngày 18 tháng 9 năm 1989) là một nữ diễn viên và người mẫu người Hàn Quốc. Cô được biết đến nhiều nhất qua các vai diễn trong Be Melodramatic (2019), Hello Dracula (2020), Tìm em trong ký ức (2020), She Will Never Know (2021), Doctor Lawyer (2022) và Phi vụ triệu đô: Hàn Quốc (2022).

## Danh sách phim

### Phim điện ảnh
| Năm  | Tên phim                  | Vai        | Chú thích | Ref.  |
| ---- | ------------------------- | ---------- | --------- | ----- |
| 2017 | Lalala                    |            | Phim ngắn | [ 5 ] |
| 2017 | Joseon Farmers Dictionary |            | Phim mạng | [ 6 ] |
| 2024 | Vây hãm: Kẻ trừng phạt    | Han Ji Soo |           | [ 7 ] |

### Phim truyền hình
| Năm       | Tên phim                     | Vai           | Chú thích           | Ref.          |
| --------- | ---------------------------- | ------------- | ------------------- | ------------- |
| 2017      | Lời thì thầm của tội ác      |               |                     |               |
| 2018      | Quý ngài Ánh dương           | Gye-hyang     | Vợ lẽ của tướng Lee | [ 8 ]         |
| 2018–2019 | Vì con mà sống               | Jeon Soo-jung |                     | [ 9 ]         |
| 2019      | Trap                         | Kim Si-hyun   |                     | [ 10 ]        |
| 2019      | Item                         |               |                     |               |
| 2019      | Be Melodramatic              | Lee So-min    |                     | [ 10 ]        |
| 2019      | Tiểu sử chàng Nokdu          | Mae Hwa-soo   |                     | [ 11 ]        |
| 2020      | Hello Dracula                | Jo Seo-yeon   |                     | [ 12 ]        |
| 2020      | Gu Doo Ri's Sushi Restaurant | Gu Doo-Ri     |                     |               |
| 2020      | Tìm em trong ký ức           | Jung Seo-yeon |                     | [ 13 ]        |
| 2021      | She Would Never Know         | Lee Hyo-joo   |                     |               |
| 2021      | Drama Stage – Love Spoiler   | Yoon Seo-ul   | Một diễn viên kịch  | [ 14 ]        |
| 2022      | Doctor Lawyer                | Lim Yu-na     |                     | [ 15 ] [ 16 ] |
| 2022      | Hợp đồng tình yêu            | Jung Ji-eun   | Cameo               | [ 17 ]        |
| 2024      | Nữ hoàng nước mắt            | Cheon Da-hye  |                     | [ 18 ] [ 19 ] |

### Sêri Web
| Năm   | Tên phim                                 | Vai         | Ref.          |
| ----- | ---------------------------------------- | ----------- | ------------- |
| 2018  | Love Is Jungle                           | Joo-bin     | [ 20 ]        |
| 2022  | Money Heist: Korea – Joint Economic Area | Yun Mi-seon | [ 21 ] [ 22 ] |
| 2023  | Love to Hate You                         | Oh Se-na    | [ 23 ]        |
| Tarot |                                          | [ 24 ]      |               |

### Video âm nhạc
| Năm  | Tựa bài hát                   | Nghệ sĩ       |
| ---- | ----------------------------- | ------------- |
| 2008 | "A Song Calling for You"      | SS501         |
| 2011 | "Tok Tok" (feat. Soya)        | Mighty Mouth  |
| 2017 | "Yesterday"                   | Block B       |
| 2018 | "If I Know" (미리 알았더라면) | Lee Woo       |
| 2019 | "Never Ending" (십삼월)       | Im Chang-jung |
| 2021 | "Confession" (고백 프로젝트)  | Jang Beom-jun |

## Giải thưởng và đề cử
| Lễ trao giải     | Năm  | Hạng mục                                                  | Người/Tác phẩm được đề cử | Kết quả | Tham khảo |
| ---------------- | ---- | --------------------------------------------------------- | ------------------------- | ------- | --------- |
| MBC Drama Awards | 2020 | Nữ diễn viên mới xuất sắc nhất                            | Tìm em trong ký ức        | Đề cử   | [ 26 ]    |
| MBC Drama Awards | 2022 | Giải thưởng xuất sắc, diễn viên phim truyền hình ngắn tập | Doctor Lawyer             | Đề cử   | [ 27 ]    |